# Orgelbüchlein

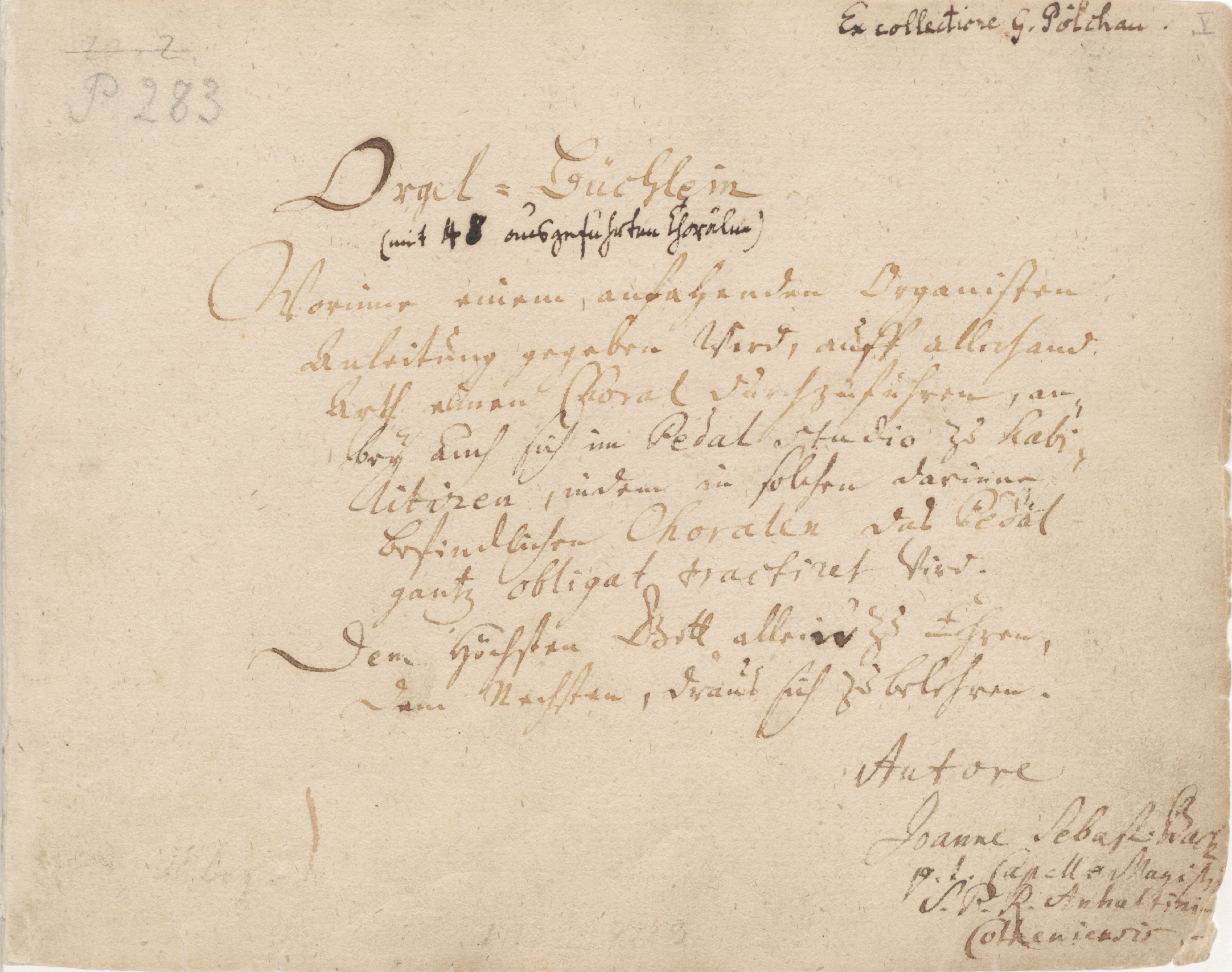
Page de titre de lOrgelbüchlein

L'Orgelbüchlein ou Petit livre d'orgue, BWV 599-644, est un recueil de 46 chorals pour orgue composés par Jean-Sébastien Bach entre 1708 et 1717.

## Histoire
Vers le milieu du XVIe siècle s'instaure chez les luthériens une tradition de prescrire chaque dimanche un ou deux chorals en lien direct avec l'évangile du jour. Des organistes, comme Pachelbel, s’attachèrent alors à créer un annuaire de ces chorals par ordre de l'année liturgique. Bach ne pouvant ignorer l'importance des cantica de tempore, fit de même. La plupart de ces chorals ont été réunis quand Bach était organiste à Weimar où il semblerait que son collègue et cousin Walther avait créé un recueil analogue. À l'origine, Bach avait prévu de composer 164 chorals recouvrant toute l'année liturgique et pour les recopier, il utilisa un cahier relié en cuir de 92 feuilles au format paysage. Seuls 46 chorals furent effectivement recopiés, les autres pages furent laissées blanches. Une explication de cet arrêt réside, selon Albert Schweitzer, non pas dans la prise de nouvelles fonctions à Leipzig, mais plus dans la difficulté de composer de manière satisfaisante les chorals restants, peu descriptifs. Aujourd'hui, un projet international faisant appel aux organistes-concertistes renommés, vise à s'appuyer sur les œuvres manquantes dont on connaît les titres et le thème musical pour composer un choral complet .
Les chorals de l'Orgelbüchlein, dont le premier autographe appartint à Felix Mendelssohn, ont été publiés de manière dispersée avec l'ensemble des chorals par les éditions Peters au milieu du XIXe siècle avant d'être intégrés dans un recueil à part par la Bach-Gesellschaft. Leur qualité est unanimement reconnue. C'est une œuvre qui fait partie de l'apprentissage de tout organiste en conservatoire à travers le monde.

## Liste des chorals

### Avent
- BWV 599 - Nun komm, der Heiden Heiland
- BWV 600 - Gott, durch deine Güte
- BWV 601 - Herr Christ, der ein'ge Gottes Sohn
- BWV 602 - Lob sei dem allmächtigen Gott

### Noël
(11 chorals prévus)
- BWV 603 - Puer natus in Bethlehem
- BWV 604 - Gelobet seist du, Jesu Christ
- BWV 605 - Der Tag, der ist so freudenreich
- BWV 606 - Vom Himmel hoch, da komm'ich her
- BWV 607 - Vom Himmel kam der Engel Schar
- BWV 608 - In dulci jubilo
- BWV 609 - Lobt Gott, ihr Christen allzugleich
- BWV 610 - Jesu, meine Freude
- BWV 611 - Christum wir sollen loben schon
- BWV 612 - Wir Christenleut

### Nouvel an
(5 chorals prévus)
- BWV 613 - Helft mir Gottes Güte preisen
- BWV 614 - Das alte Jahr vergangen ist
- BWV 615 - In dir ist Freude

### Chandeleur
- BWV 616 - Mit Fried' und Freud', ich fahr dahin
- BWV 617 - Herr Gott, nun schleuss den Himmel auf

### Carême
(13 chorals prévus)
- BWV 618 - O Lamm Gottes, unschuldig
- BWV 619 - Christe, du Lamm Gottes
- BWV 620 - Christus, der uns selig macht
- BWV 620a - Christus, der uns selig macht
- BWV 621 - Da Jesus an dem Kreuze stund
- BWV 622 - O Mensch, bewein' dein' Sünde gross
- BWV 623 - Wir danken dir, Herr Jesu Christ
- BWV 624 - Hilf Gott, dass mir's gelinge

### Pâques
- BWV 625 - Christ lag in Todesbanden
- BWV 626 - Jesus Christus, unser Heiland
- BWV 627 - Christ ist erstanden
- BWV 628 - Erstanden ist der heil'ge Christ
- BWV 629 - Erschienen ist der herrliche Tag
- BWV 630 - Heut triumphieret Gottes Sohn

### Ascension
(25 chorals prévus)

### Pentecôte
(10 chorals prévus)
- BWV 631 - Komm, Gott Schöpfer, heiliger Geist
- BWV 632 - Herr Jesu Christ, dich zu uns wend
- BWV 633 - Liebster Jesu, wir sind hier
- BWV 634 - Liebster Jesu, wir sind hier

### Trinité
(4 chorals prévus)

### Hymnes
(71 chorals prévus)
- BWV 635 - Dies sind die heil'gen zehn Gebot
- BWV 636 - Vater unser im Himmelreich
- BWV 637 - Durch Adam's Fall ist ganz verderbt
- BWV 638 - Es ist das Heil uns kommen her
- BWV 639 - Ich ruf zu dir, Herr Jesu Christ
- BWV 640 - In dich hab' ich gehoffet, Herr

### Autres
(38 chorals prévus)
- BWV 641 - Wenn wir in höchsten Nöten sein
- BWV 642 - Wer nur den lieben Gott lässt walten
- BWV 643 - Alle Menschen müssen sterben
- BWV 644 - Ach wie nichtig, ach wie flüchtig

## Discographie
- Helmut Walcha, orgues Schnitger, de l'église Saint-Pierre-et-saint-Paul, Cappel (juin 1950 et septembre 1952, Deutsche Grammophon 474 747-2 / Membran) (OCLC 937717052 et 642280709) ; orgue Jean-André Silbermann, église saint-Pierre-le-Jeune, Strasbourg (septembre 1969, DG 419 904-2) (OCLC 20615166)
- André Isoir, orgues Ahrend, église évangélique, Francfort (1977, Calliope CAL9711) (OCLC 829245551)
- René Saorgin, orgue Saint-Pierre de Luxeuil (octobre 1982, Harmonia Mundi HMC 901215/16) (OCLC 225685894 et 75972070)
- Bernard Foccroulle, orgues Schott, Muri Abbey (1987, Ricercar) (OCLC 18635475)
- Simon Preston,  orgues de l'Accadémie Sorø, Danemark (septembre 1989, Deutsche Grammophon) (OCLC 27456544 et 988029960)
- Marie-Claire Alain,  orgue Marcussen de Varde, Danemark (1961, Erato) (OCLC 220689719) ; orgue Van Hagerbeer/Schnitger de St. Laurentskerk d'Alkmaar, Pays-Bas (septembre 1990, Erato) (OCLC 32554362)
- Ton Koopman, orgues Riepp, Abbaye d'Ottobeuren (mai 1998, Teldec 3984-21466-2) (OCLC 222761021)
- Francesco Cera, orgues Mascioni (2009) de l'église Sainte Marie Assunta, Giubiasco, Suisse (septembre 2011, Brilliant Classics 94639) (OCLC 927440479)

## Œuvres au cinéma
- Solaris (Tarkovski, 1972): BWV 639
- Nymphomaniac (Lars von Trier , 2014): BWV 639